# Hermann Oncken
Hermann Oncken, född 16 november 1869 i Oldenburg, död 28 december 1945 i Göttingen, var en tysk historiker, brorson till Wilhelm och August Oncken.
Oncken blev 1898 privatdocent i Berlin, 1904 därjämte lärare vid krigsakademien, 1905 professor vid universitetet i Chicago, 1906 i Giessen, 1907 i Heidelberg, 1923 i München och 1928 i Berlin. År 1935 tvångspensionerades han av den tyska naziregimen. Han utgav sedan 1917 samlingsverket "Allgemeine Staatengeschichte". 
Onckens var en av utgivarna av samlingsverket "Deutschland und der Weltkrieg" (1915; andra upplagan 1916) och skildrade där förhistorien till första världskrigets utbrott. Han utgav även aktsamlingen "Die französischen Dokumente zur Sicherheitsfrage 1919-1923" (1924; tysk översättning av en fransk "gul bok" jämte inledning).